# Richard N. Gardner
Richard Newton Gardner (Nueva York, 9 de julio de 1927-ibíd., 16 de febrero de 2019) fue un diplomático y jurista estadounidense, embajador de los Estados Unidos en España e Italia y profesor de Derecho en la Escuela de Derecho de Columbia.

## Educación
Gardner estudió en Harvard, donde se licenció en Economía en 1948. Asistió a la Escuela de Derecho de Yale, donde fue editor del Yale Law Journal. Después de graduarse en Yale en 1951, Gardner obtuvo una beca Rhodes y se doctoró en Economía por la Universidad de Oxford en 1954.

## Carrera profesional
Gardner ejerció la abogacía durante tres años en Nueva York tras terminar su doctorado en Oxford. Se incorporó a la facultad de Columbia en 1957; allí impartió clases hasta que se retiró en 2012. Gardner fue nombrado secretario adjunto de Estado para Asuntos de Organizaciones Internacionales por el presidente Kennedy en 1961, cargo que ocupó hasta 1965, cuando el presidente Johnson le nombró asesor principal del embajador de los Estados Unidos ante las Naciones Unidas. Después de un año con la ONU, fue miembro de la Comisión Presidencial sobre Comercio Internacional y Política de Inversión de 1970 a 1971. Ocupó varios cargos de asesor en la ONU.
En 1977 fue nombrado embajador de los Estados Unidos en Italia por el presidente Carter, función que desempeñó hasta 1981. El presidente Clinton le nombró Embajador de los Estados Unidos en España, de 1993 a 1997. En 2000 fue delegado público estadounidense en la 55.ª sesión de la Asamblea General de las Naciones Unidas. Fue miembro de la Comisión Trilateral de 1974 a 2005.